# 時枝鎮継
時枝 鎮継(ときえだ しげつぐ)は、戦国時代から江戸時代初期にかけての武将。豊前国時枝城主。

## 生涯
時枝氏は中原氏の庶流で宇佐神宮弥勒寺の寺務を代々務めた家である。平太夫は反大友氏の急先鋒であり、毛利氏や秋月氏らと呼応してたびたび反乱を起こしていた。天正14年（1586年）からの豊臣秀吉による九州平定の際には真っ先に従属の姿勢を示し、その案内役を務めると共に、時枝城を黒田孝高に提供した。
戦後、黒田氏が豊前中津に入封した後はその家臣となった。関ヶ原の戦いに呼応して仇敵・田原親賢ら大友旧臣団が起こした石垣原の戦いにおいては黒田氏の主力武将の一人となり、これを打ち破った。関ヶ原の戦いの功績によって黒田氏が筑前国一国に加増転封された際にはそれに従った。